# Pedicularis petrophila
Pedicularis petrophila är en snyltrotsväxtart som beskrevs av Li. Pedicularis petrophila ingår i släktet spiror, och familjen snyltrotsväxter. Inga underarter finns listade i Catalogue of Life.